# Station Kent House
Station Kent House is een spoorwegstation van National Rail gelegen tussen de plaatsen Beckenham en Penge in de London Borough of Bromley in het zuidoosten van Groot-Londen, Engeland. Het station is eigendom van Network Rail en wordt beheerd door Southeastern.